# 貞宗

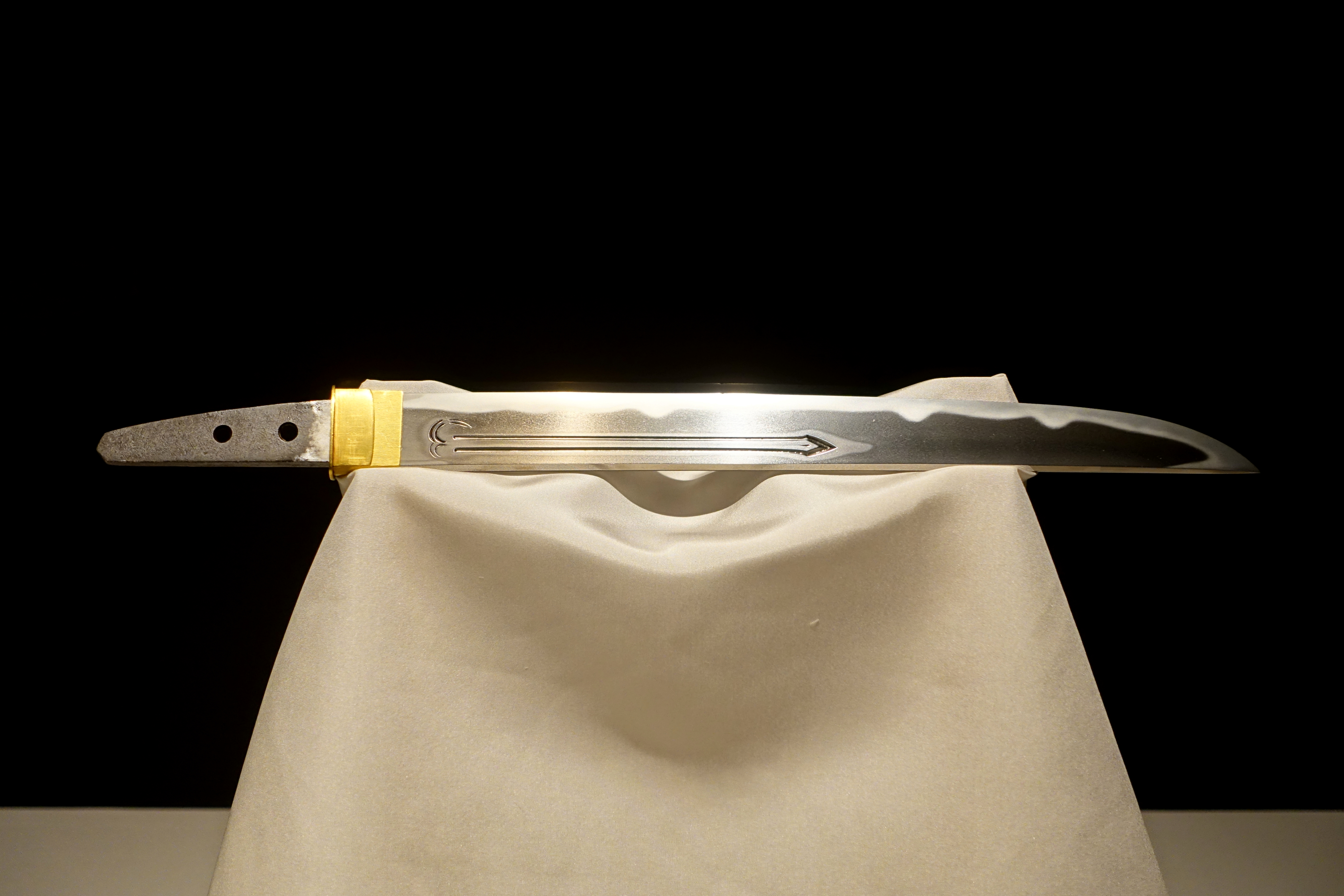
短刀 無銘貞宗（寺沢貞宗）文化庁保管 国宝

貞宗（さだむね（生没年不詳：元応元年(1319年(3月11日）、一説に貞和5年(1349年)

没か））は、鎌倉時代末期の相模国（神奈川県）の刀工で、正宗の子、または養子と伝えられ、現存在銘刀はないが相州伝の代表的刀匠とされている。

## 系譜
貞宗の名は最古の刀剣書である観智院本『銘尽』に初めて現れる（同書は応永30年（1423年）の写本だが、本文には正和5年（1316年）に記載された内容を含む））。
そこには「正宗五郎入道　貞宗　彦四郎左衛門尉ニにんす」とあり、直接の親子関係は示されていない。
正宗との系譜は注1、注2以外に、文明15年(1483年)に書かれた
『能阿弥本銘尽』に「江州高木ニ住間号高木彦四郎、五郎入道子」と記され）、現存在銘刀はないが、実在の刀匠である。
また、文亀元年(1501年)の『宇都宮銘鑑』に次のように記される。
```
正宗┬広光　九郎次郎─秋広　貞治頃
　　└貞宗　彦四郎
```

また、「天正7年（1579年）竹屋理庵本」には次のように記される。
```
正宗┬貞宗　正宗長男彦四郎
　　├広光　同弟子九郎次郎
```

『能阿弥本』以下3つの系図は貞宗在世時の150-200年後のもので貞宗に在銘刀がないので傍証になるが、正宗の弟子であり、子、または養子と伝えられる。
貞宗の鑑定は正宗や、その師新藤五国光や、貞宗子とされる秋広、あるいは特に初代信国(上記刀剣鑑定書に記されないが貞宗弟子とされる刀匠）などの刀や刀銘年記により行われている。

## 作風
貞宗の作刀は、元来長寸の太刀であったものを後世に磨上（すりあげ）とした刀のほか、短刀、平作りの脇差がある。刀は亀甲貞宗のような身幅、切先とも尋常な作と、切先の延びたものがあり、後者は南北朝時代に入っての作と思われる。短刀はやや寸延びで重ね薄く、わずかに反りのついた、時代の特色を示すものが多い。
作風は正宗の風を継いだ沸（にえ）の美を追求したもので、典型的な作風は次のようなものである。地鉄は小板目肌つみ、地沸（じにえ）よくつき、地景しきりに入る。刃文は湾れ（のたれ）を主体に互の目（ぐのめ）を交えるものが典型的で、刃中に金筋（きんすじ）、砂流（すながし）などの働きが盛んであり、匂口深く、小沸つき、地刃ともに明るく冴えるものである。全般に正宗に似るが、穏健な作風で、正宗ほどには地景や金筋の目立たないものである。
無銘短刀「物吉貞宗」や無銘伝貞宗脇指（久能山東照宮）に見られる不動明王、薬師如来種子や蓮台などの彫り物（画像典拠）は、正宗の伯父大進房や正宗の師新藤五国光の系統につながり、弟子とされる信国 (初代)に受け継がれる。
刀剣用語の補足説明
- 沸（にえ） - 刃文を構成する鋼の粒子が肉眼で1粒1粒見分けられる程度に荒いものを沸、1粒1粒見分けられず、ぼうっと霞んだように見えるものを匂（におい）と称する。沸も匂も冶金学上は同じ組織である。沸と同様のものが地の部分に見えるものを地沸と称する。沸の美を追求するのが正宗をはじめとする相州伝の特色である。
- 金筋（きんすじ）、地景（ちけい） - 刃中に沸が線状に連なって光って見えるものを金筋といい、同様のものが地の部分に見えるものを地景と称する。このように地刃にさまざまな変化を見せることを「働きがある」と言い、「砂流」（すながし）、「稲妻」、「地斑」等と称するものも「働き」の一種である。
- 匂口 - 刀剣の地と刃の境目をなす部分を匂口といい、これが細く締まっているものを「匂口締まる」、幅広いものを「匂深い」などと表現し、その他作風によって「匂口沈む」「匂口うるむ」等と表現する。

## 代表作
国宝

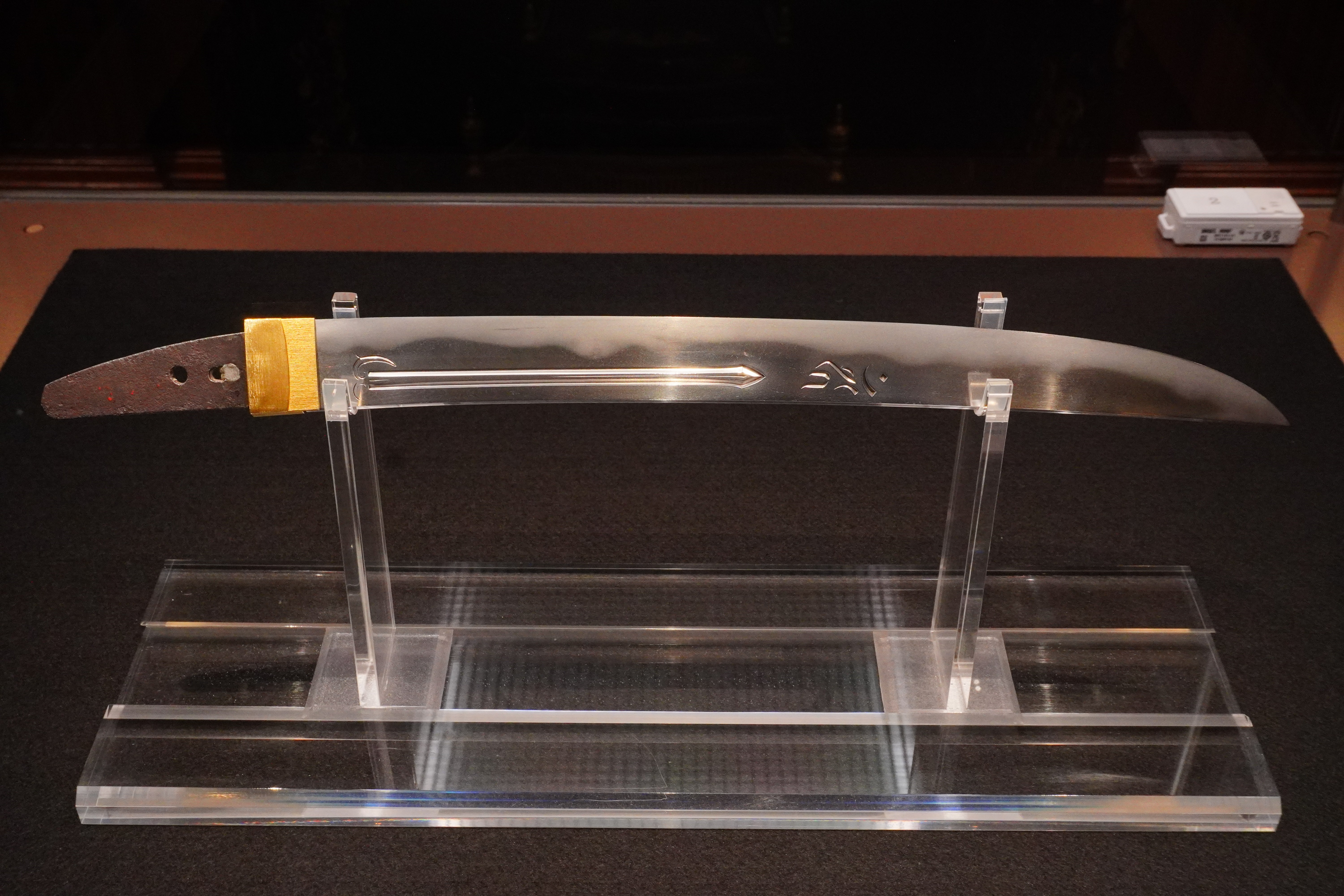
短刀 無銘貞宗（徳善院貞宗）国宝（三井記念美術館）

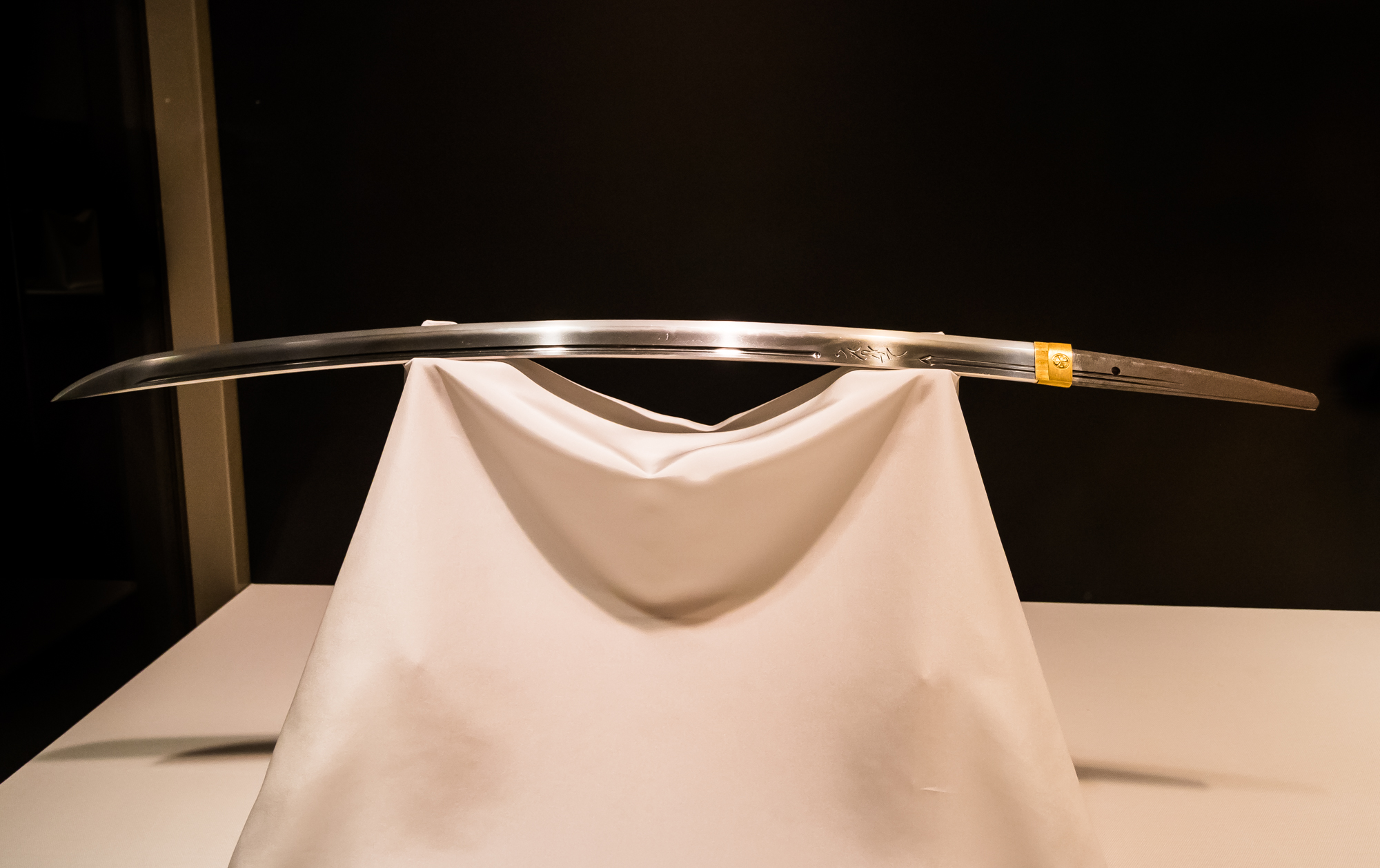
刀 無銘貞宗（切刃貞宗） 重要文化財（東京国立博物館）

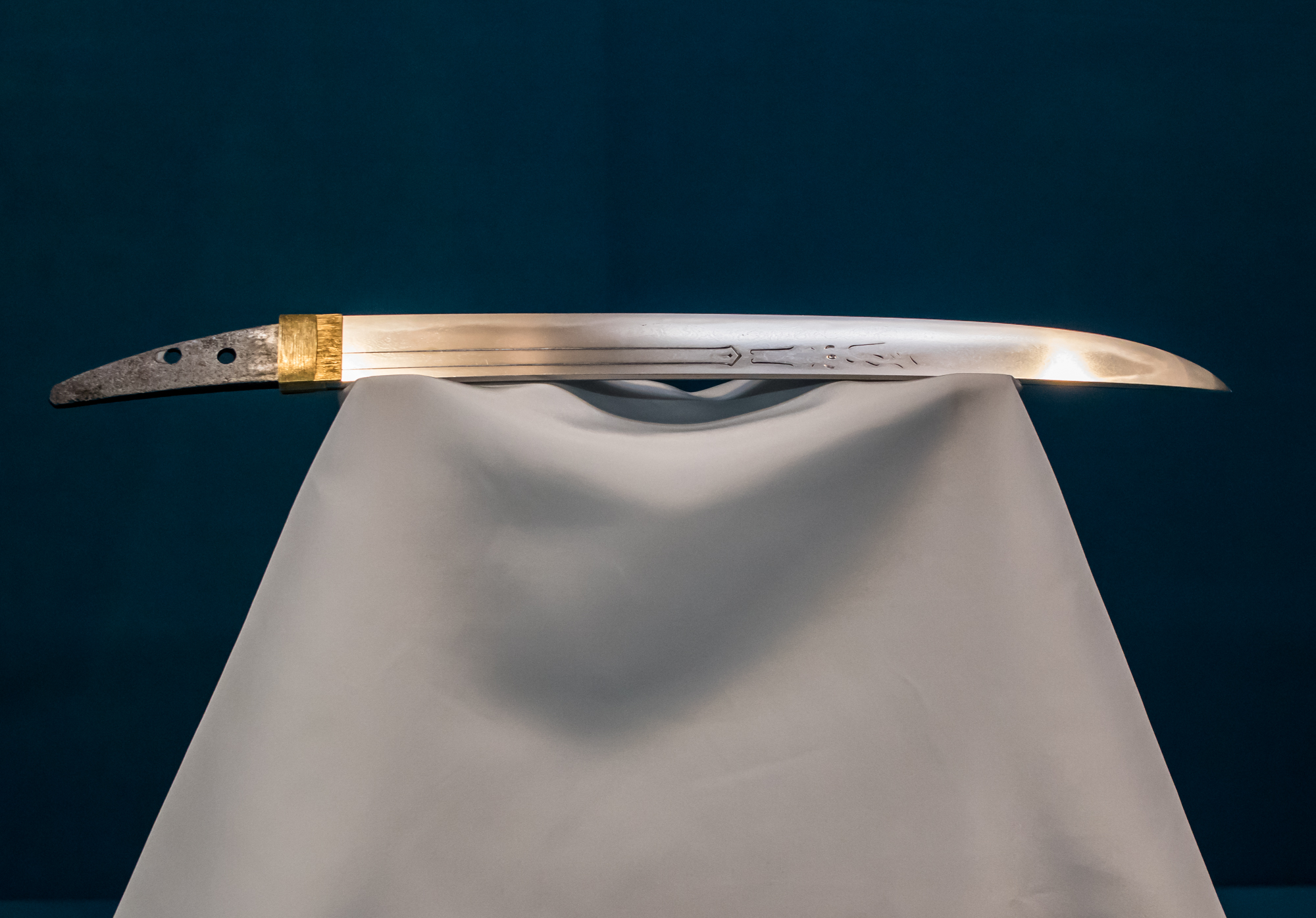
短刀（または脇指） 無銘貞宗（石田貞宗） 重要文化財（東京国立博物館）

- 刀 無銘貞宗（亀甲貞宗）（東京国立博物館）
- 短刀 朱銘貞宗 本阿（花押）（伏見貞宗）（黒川古文化研究所）
- 短刀 無銘貞宗（寺沢貞宗）（文化庁）
- 短刀 無銘貞宗（徳善院貞宗）（三井記念美術館）

重要文化財
- 刀 無銘貞宗（切刃貞宗）（東京国立博物館）
- 刀 無銘貞宗（二筋樋貞宗）（個人蔵）
- 刀 無銘伝貞宗（幅広貞宗）（法人蔵）
- 刀 無銘伝貞宗（個人蔵）1952年指定
- 刀 無銘伝貞宗（刀剣ワールド財団蔵）1954年指定
- 短刀 無銘貞宗（池田貞宗）（所在不明）
- 短刀 無銘伝貞宗（斎村貞宗）（個人蔵）
- 短刀 無銘貞宗（石田貞宗）（東京国立博物館） ※「脇指」と呼称する場合もある（重要文化財指定名称は「短刀」）。
- 短刀 朱銘貞宗 本阿（花押）（朱判貞宗）（ふくやま美術館蔵）
- 短刀 無銘貞宗（物吉貞宗）（愛知・徳川美術館）
- 短刀 無銘貞宗（太鼓鐘貞宗）1938年指定、伊達家伝来
- 脇指 無銘伝貞宗（久能山東照宮）

貞宗の現存作刀には在銘物は皆無である。「朱銘貞宗」とあるのは、生ぶ茎（うぶなかご）無銘の短刀に本阿弥家が朱漆で鑑定銘を入れたもので、貞宗本人の銘ではない。
文化庁による所在確認調査の結果、所在不明とされた物件については「所在不明」とした。

## 脚註
1. 1 2  本覚寺過去帳から、
正宗二十二世孫の山村綱広が記した「刀匠の秘密厳守」（日本刀講座　; 9）p.28　NCID BN03943899
2. ↑  仰木弘邦; 田中汲古齋, 今井喜兵衞 : 齋藤庄兵衞 : 勝村治右衞門『古刀銘盡大全』1792年。 NCID BA7015971X。
3. 1 2   国立国会図書館の貴重書、応仁30年(1423年)の写本 http://rarebook.ndl.go.jp/
4. ↑  
『能阿弥本銘尽』刀剣博物館蔵
5. ↑  以上の刀剣古伝書に関する記述は、小笠原信夫「正宗弟子説の成立過程--「古今銘尽」開版の諸条件」『東京国立博物館研究誌』第497巻、東京国立博物館、1992年8月、28頁、NAID 40000022445。、による。
6. 1 2  小笠原信夫 1992, p. 23.
7. ↑  解説版新指定重要文化財6 工芸品III』、毎日新聞社、1982, p.391-393
8. ↑  伊藤満『刀剣に見られる梵字彫物の研究 : 刀工と修験道の関係』大塚巧藝社、1989年。 NCID BA43308351。
9. ↑   ウェブサイト「刀剣ワールド」に「一般財団法人刀剣ワールド財団（東建コーポレーション）にて保有の日本刀」として収録されている。
10. ↑  国指定文化財（美術工芸品）の所在確認の現況について（平成29年5月27日）、国指定文化財（美術工芸品）の所在確認の現況について（平成30年6月7日） 、国指定文化財（美術工芸品）の所在確認の現況について（令和元年7月16日）